# Jastrzębie (Opole)
Pour les articles homonymes, voir Jastrzębie.
Jastrzębie est une localité polonaise de la gmina et du powiat de Namysłów en voïvodie d'Opole.